# Nicholas Jennings
Ne doit pas être confondu avec Nicholas Jennings (réalisateur).
Nicholas Robert "Nick" Jennings, né 15 décembre 1966 à Londres, est un informaticien britannique.

## Biographie
Jennings fait des études d'informatique à l'Université d'Exeter ; il obtient son doctorat en 1992 au Queen Mary College de l'Université de Londres sous la supervision d'Ebrahim Mamdani (titre de la thèse : Joint Intentions as a Model of Multi-Agent Cooperation). Il est ensuite lecteur, reader  et, en 1997, professeur au Queen Mary College.
À partir de 1999, il est professeur à l'Université de Southampton, où il est professeur Regius d'informatique à partir de 2014. De 2010 à 2015, il a été directeur scientifique du gouvernement britannique pour la sécurité nationale. En 2016, il est devenu vice provost pour la recherche à l'Imperial College de Londres et professeur d'intelligence artificielle.

## Recherche
Il travaille au développement de logiciels orientés agents et de systèmes multi-agents, qu'il a également menés à des applications réelles, notamment en entreprise, dans les réseaux de capteurs et de télécommunications, l'approvisionnement énergétique, le contrôle de la production et la cybersécurité. Il est l'un des scientifiques les plus cités dans son domaine.
Il est l'éditeur fondateur de l'International Journal of Autonomous Agents and Multi-Agent Systems.

## Prix et distinctions
Sociétés scientifiques
- 2003 : European Association for Artificial Intelligence
- 2005 : Royal Academy of Engineering
- 2010 : Association for the Advancement of Artificial Intelligence
- 2008 : Institute of Electrical and Electronics Engineers
- 2003 : British Computer Society
- 2008 : Academia Europaea
- 2012 : Centre de recherche allemand pour l'intelligence artificielle
- 2018 : Royal Society of Arts

Distinction
- 2016 : Compagnon de l'Ordre du Bain[2],[3].

Prix
- 1999 : IJCAI Computers and Thought Award.
- 1999 : ACM Autonomous Agents Research Award.
- 2020 : Médaille Lovelace .

## Publications
Livres
- Nicholas R. Jennings, Cooperation in industrial multi-agent systems, Singapore River Edge, N.J, World Scientific, 1994 (ISBN 978-981-02-1652-8)
- Stefan Bussmann, Nicholas R. Jennings et Michael Wooldridge, Multiagent Systems for Manufacturing Control, Springer-Verlag, 2004 (ISBN 978-3540209249)

Articles (sélection)
- [2020] Yuan Luo et Nicholas R. Jennings, « A Differential Privacy Mechanism that Accounts for Network Effects for Crowdsourcing Systems », Journal of Artificial Intelligence Research, vol. 69,‎ 2020, p. 1127–1164 (DOI 10.1613/jair.1.12158)
- [2009]Michael Wooldridge et Nicholas R. Jennings, « Intelligent agents: theory and practice », The Knowledge Engineering Review, vol. 10, no 2,‎ 2009, p. 115–152 (ISSN 0269-8889, DOI 10.1017/S0269888900008122)
- [2002] S. Shaheen Fatima, Michael Wooldridge et Nicholas R. Jennings, « Optimal Negotiation Strategies for Agents with Incomplete Information », Intelligent Agents VIII. ATAL 2001,‎ 2002, p. 377–392 (ISSN 0302-9743, DOI 10.1007/3-540-45448-9_28)
- [2001] Nicholas R. Jennings, « An agent-based approach for building complex software systems », Communications of the ACM, vol. 44, no 4,‎ 2001, p. 35–41 (ISSN 0001-0782, DOI 10.1145/367211.367250)
- [2000] Michael Wooldridge, Nicholas R. Jennings et David Kinny, « The Gaia methodology for agent-oriented analysis and design », Autonomous Agents and multi-agent systems, vol. 3, no 3,‎ 2000, p. 285-312 (DOI 10.1023/A:1010071910869).
- [1998] Nicholas R. Jennings et Michael Wooldridge, « Applications of intelligents agents », dans Nicholas R. Jennings et  Michael Wooldridge (éditeurs), Agent technology: Foundations, applications and markets, 1998, p. 3-28